# Percy Rojas
Percy Rojas Montero (Lima, 16 de septiembre de 1949), más conocido como el "Trucha Rojas", es un exfutbolista peruano, que se desempeñaba como delantero y mediocampista. Es considerado uno de los mejores delanteros peruanos de la historia y uno de los máximos ídolos y referentes del club Universitario de Deportes, del cual es el tercer máximo goleador histórico con 119 goles. Su mayor trascendencia deportiva también la logró en los clubes Universitario de Deportes e Independiente. 
Destacó a nivel continental a fines de la década de 1960 y durante gran parte de la década de 1970. Siendo considerado uno de los mejores delanteros de Sudamérica. 
Apodado "El Trucha" por la rápida y escurridiza forma en la que escapaba de las marcas, pronto se hizo goleador e ídolo de Universitario de Deportes ganando 5 veces el campeonato peruano y alcanzando la final de la Copa Libertadores de 1972, en donde se proclamó uno de los máximos goleadores del torneo. En 1975 fue transferido a Independiente, club con el que finalmente ganó la Copa Libertadores anotando un gol en la final y con el que ganó la Copa Interamericana del siguiente año. Tras regresar al Perú para jugar por Sporting Cristal, donde sería bicampeón nacional en los años 1979 y 1980, emigró al Viejo Continente para jugar en Bélgica. Ya en sus últimos años, regresaría al país para ser campeón por sexta vez con Universitario en la temporada 1982, siendo incluso el goleador de aquel torneo con 19 anotaciones. Finalizando su exitosa carrera deportiva en 1984 luego de ayudar al equipo crema a obtener el subtítulo nacional de aquel año.
Integró la Selección del Perú que conquistó la Copa América 1975  y alcanzó la segunda ronda en la Copa Mundial de 1978.
Fue goleador de la Primera División del Perú en 1982, goleador de la Copa Libertadores en 1972 y es considerado uno de los mejores jugadores extranjeros que jugaron en el fútbol argentino. Hasta la fecha, es el tercer máximo goleador en la historia de Universitario de Deportes, con un total de 119 goles. Además, ostenta el título de máximo anotador del club crema en la historia de la Copa Libertadores, con 16 goles, y es el segundo futbolista peruano con más goles en este torneo, con 19 goles en total.
Es junto a Héctor Chumpitaz (campeón con Universitario en 1966, 1967, 1969, 1971 y 1974, y con Sporting Cristal en 1979, 1980 y 1983) y José Luis Carranza (campeón con Universitario en 1985, 1987, 1990, 1992, 1993, 1998, 1999 y 2000) los futbolistas con más títulos nacionales en la historia de la Primera División peruana (desde 1966) con 8 títulos.
Forma parte de la gran generación de futbolistas peruanos de la década del 70 junto con Cubillas, Chumpitaz, Sotil, Challe, Cueto, Muñante, Oblitas y otras figuras.

## Biografía
Percy Rojas Montero nació en Lima, el 16 de septiembre de 1949. Fue el menor de cinco hijos (Alfredo, Vilma, Eddie, Walter y Percy) que tuvo la familia formada por Lorenzo Rojas y Juana Montero.
Estudió en el Colegio Nacional Hipólito Unanue, donde integró la selección de fútbol (a cargo de Prisco Alcalde) y de básquetbol (a cargo del profesor Fiestas). Ante la disyuntiva de ambos deportes optó por el fútbol. Vivió en la Unidad Vecinal N.º 3 de Lima, donde destacó jugando en las divisiones menores del club Unidad Vecinal N.º 3.
Siguió la carrera de Administración de Empresas en la Universidad Nacional Federico Villarreal, graduándose de Bachiller en 1972 y obtuvo el título en 1974. Se casó en febrero de 1976 con María Enriqueta Rojas Carrillo, baloncestista peruana, más conocida como Ketty Rojas, hija del también baloncestista Carlos Rojas. Tiene tres hijas: Belissa, Ariana y Belén.
Desde el año 1985, Percy dirige la "Escuela de Fútbol Percy Rojas", abocada a la formación de valores en niños entre 4 y 15 años, con el fin de brindar la mejor formación deportiva y enseñar los fundamentos básicos del fútbol.
Actualmente Percy Rojas trabaja como comentarista deportivo en GOLPERU (Perú).

## Trayectoria

### Como futbolista
A los 16 años, a escondidas de sus padres quienes no querían que se dedicara al fútbol, fue a probarse a Universitario de Deportes. El profesor Alejandro Heredia estuvo complacido de su actuación por lo que rápidamente pasó a las divisiones juveniles y luego a la reserva de la "U".
Debutó en el fútbol profesional el 5 de febrero de 1967 frente a Sporting Cristal (a tres fechas del final correspondiente al Campeonato de 1966). Desde ese momento el entrenador Marcos Calderón lo consideró como titular alternando con Enrique Casaretto en el puesto de centrodelantero. Fue goleador e ídolo crema, conquistando varios campeonatos nacionales, llegando a disputar la final de la Copa Libertadores en 1972. Es el primer peruano que anotó en una final de Libertadores, en la caída merengue 2-1 contra Independiente.
En 1975 viajó a la Argentina para jugar por el Independiente “El Trucha” se ganó rápidamente el afecto de la parcialidad de Independiente tras su arribo. Durante su estadía en El Rojo convirtió 29 goles en 86 partidos oficiales y fue hombre clave en la obtención de la Copa Libertadores de 1975, al marcar en una de las finales ante Unión Española de Chile. Ese mismo año convirtió un gol ante Racing, tras apilar a medio equipo rival; tiempo después de retirado no dudó en considerarlo como el mejor gol de su carrera. La revista EL Gráfico lo puso en la tapa, con la leyenda “Por estos motivos amamos tanto el futbol”, como homenaje a tan notable muestra de talento.
Rojas también participó en la conquista de la Interamericana de 1975.
Luego retorna al Perú en 1977, jugando tres años y medio por Sporting Cristal, donde se convierte en goleador y figura importante junto a Julio César Uribe, Roberto Mosquera entre otros de talla mundial, logrando con el cuadro celeste el campeonato 1979. A mediados de 1980 viajó a Bélgica para enrolarse en el RFC Seresien llegando a campeonar en 1982. Finaliza su carrera jugando en Universitario de Deportes en 1984 anotando el primer gol en el triunfo 2-1 contra FC Melgar en partido definición por el desempate de la Liguilla Pre-Libertadores jugado el 9 de enero de 1985 ante 38 mil espectadores en el Estadio Nacional.

### Como exfutbolista
Percy Rojas, ya retirado, siguió ligado al fútbol, dirigió al Internazionale San Borja a inicios de 1989, luego dirigió a la preselección peruana.  
Años después fue entrenador del equipo de la Universidad de Lima y como buscatalentos en su Academia del Colegio San Agustín en Lima. En 1999, la entonces viceministra de Educación, Esther Gago Hurtado, tuvo la idea de convocar a dos estrellas del deporte nacional, Edith Noeding y Percy Rojas, para lanzar un plan piloto de educación física a nivel de la primaria.
Además de la dirección técnica se dedica al periodismo deportivo. Es comentarista del programa Versus en Cable Mágico Deportes de la televisión por cable. Es junto a Eleazar Soria los únicos futbolistas peruanos que han sido campeones tanto en la Copa América de selecciones como en la Copa Libertadores de América.
En diciembre del 2012 es homenajeado por la Conmebol, recibiendo la medalla de la Orden de Honor al Mérito del Fútbol Sudamericano por el distinguido trabajo que realizó como futbolista con la selección peruana y los clubes en que militó.

### Como entrenador
- 1986: Divisiones menores de la "U".
- 1986-1987: Empezó con su academia de fútbol para niños.
- 1987: Asume como técnico de primera de la "U". Lo Reemplaza Juan Carlos Oblitas a las pocas semanas.
- 1988: Internazionale San Borja, entrenador de las selecciones juveniles sub-20 y sub-17 de Perú.
- 1989: Asistente de José Macía "Pepe" en la selección peruana.
- 1990: Entrenador de Meteor Sport Club.
- 2000: Entrenador de la selección de fútbol de la Universidad De Lima.

## Escuela de Fútbol
Desde hace 25 años, la Escuela de Fútbol Percy Rojas forma valores en niños entre 4 y 15 años, con el fin de brindar la mejor formación deportiva y enseñar los fundamentos básicos del fútbol.
Las vivencias de Percy Rojas gracias a su carrera profesional, permiten a su escuela no solo brindar conocimientos técnicos y tácticos sino también compartir experiencias deportivas gracias a la dedicación personalizada de Percy a cada uno de sus alumnos.

## Selección nacional
Ha sido internacional con la Selección del Perú en 49 ocasiones y marcó 7 goles. Perteneció al seleccionado peruano desde 1969, participando en las eliminatorias para el Mundial de 1970 en México y para el Mundial de 1974 en Alemania y como titular, para el Mundial de 1978 en Argentina. Integró la selección de su país en la Copa América del año 75, donde obtuvo el título.

### Participaciones en Copas del Mundo
| Mundial              | Sede      | Resultado        |
| -------------------- | --------- | ---------------- |
| Copa Mundial de 1978 | Argentina | Cuartos de final |
| Copa Mundial de 1982 | España    | Primera fase     |

### Participaciones en Copas América
| Copa              | Sede          | Resultado     | PJ | Goles | Media goleadora |
| ----------------- | ------------- | ------------- | -- | ----- | --------------- |
| Copa América 1975 | Sin sede fija | Campeón       | 8  | 2     | 0.25            |
| Copa América 1979 | Sin sede fija | Tercer puesto | 1  | 0     | 0.00            |

### Resumen estadístico
| Selección Nacional | Año  | Partidos | Goles |
| ------------------ | ---- | -------- | ----- |
| Selección Peruana  | 1969 | 1        | 0     |
| Selección Peruana  | 1971 | 4        | 1     |
| Selección Peruana  | 1972 | 6        | 1     |
| Selección Peruana  | 1973 | 3        | 0     |
| Selección Peruana  | 1975 | 9        | 2     |
| Selección Peruana  | 1976 | 2        | 0     |
| Selección Peruana  | 1977 | 9        | 1     |
| Selección Peruana  | 1978 | 6        | 2     |
| Selección Peruana  | 1979 | 1        | 0     |
| Selección Peruana  | 1982 | 2        | 0     |

## Estadísticas

### Como futbolista
| Equipo                      | Temporadas  | Partidos | Goles | Promedio |
| --------------------------- | ----------- | -------- | ----- | -------- |
| Universitario               | 1966 - 1974 | 184      | 80    | 0.43     |
| Club Atlético Independiente | 1974 - 1977 | 86       | 29    | 0.34     |
| Sporting Cristal            | 1977 - 1980 | 142      | 43    | 0.30     |
| RFC Seresien                | 1980 - 1982 | 29       | 21    | 0.72     |
| Universitario               | 1982 - 1984 | 70       | 39    | 0.56     |
| TOTAL                       | TOTAL       | 511      | 212   | 0.41     |

### Como entrenador
| Club                          | Temporadas | PD | PG | PE | PP | Efectividad |
| ----------------------------- | ---------- | -- | -- | -- | -- | ----------- |
| Universitario (Interino)      | 1986       | 2  | 1  | 1  | 0  | 66.67%      |
| Universitario                 | 1987       | 14 | 8  | 3  | 3  | 64.28%      |
| Selección sub-20              | 1988       | 5  | 2  | 1  | 2  | 46.67%      |
| Selección Absoluta (Interino) | 1989       | 1  | 0  | 0  | 1  | 46.67%      |
| Internazionale                | 1989       | 10 | 4  | 1  | 5  | 43.33%      |
| Meteor S.C.                   | 1990       | ?  | ?  | ?  | ?  | ?           |

## Palmarés

### Campeonatos nacionales
| Título                      | Club                      | País    | Año  |
| --------------------------- | ------------------------- | ------- | ---- |
| Primera División del Perú   | Universitario de Deportes | Perú    | 1966 |
| Primera División del Perú   | Universitario de Deportes | Perú    | 1967 |
| Primera División del Perú   | Universitario de Deportes | Perú    | 1969 |
| Primera División del Perú   | Universitario de Deportes | Perú    | 1971 |
| Primera División del Perú   | Universitario de Deportes | Perú    | 1974 |
| Primera División del Perú   | Sporting Cristal          | Perú    | 1979 |
| Primera División del Perú   | Sporting Cristal          | Perú    | 1980 |
| Segunda División de Bélgica | RFC Seresien              | Bélgica | 1982 |
| Primera División del Perú   | Universitario de Deportes | Perú    | 1982 |

### Torneos zonales
| Título               | Club                      | País | Año  |
| -------------------- | ------------------------- | ---- | ---- |
| Torneo Metropolitano | Universitario de Deportes | Perú | 1984 |

### Copas internacionales
| Título                       | Club                         | Sede     | Año  |
| ---------------------------- | ---------------------------- | -------- | ---- |
| Copa Libertadores de América | Independiente                | Asunción | 1975 |
| Copa América                 | Selección de fútbol del Perú | Caracas  | 1975 |
| Copa Interamericana          | Independiente                | Caracas  | 1976 |

### Distinciones individuales
| Distinción                                                                                  | Año  |
| ------------------------------------------------------------------------------------------- | ---- |
| Goleador de la Copa Libertadores de América                                                 | 1972 |
| Mejor jugador de la Copa Libertadores de América                                            | 1972 |
| Goleador de la Primera División del Perú                                                    | 1982 |
| Incluido dentro de los 100 extranjeros más emblemáticos que pasaron por el fútbol argentino | 2017 |

## Anécdota
El día que salieron campeones de la Copa América en Caracas, el Independiente no quería prestarlo ni a él ni a Eleazar Soria para jugar ante Colombia. Felizmente se llegó a un acuerdo con los dirigente y le permitieron jugar medio tiempo de ese partido. Eran como las cuatro de la mañana y viajaron en la línea Aérea Varig a Buenos Aires haciendo escala en São Paulo y Río de Janeiro porque al día siguiente debían jugar con Independiente el clásico de Avellaneda ante Racing.
Apagaron las luces del estadio para que ellos llegaran a tiempo y cuando jugó el partido anotó un gol de antología, lo que hoy llamaríamos "maradoniano", dribleó a varios defensas y al portero antes de anotar, por lo que el "Trucha" considera el gol más importante de su carrera. No olvida que la revista “El Gráfico” al día siguiente tituló en su portada: “Por estos motivos amamos tanto el fútbol”.

## Comentarios
"Con Percy Rojas me entendía muy bien, Además de hacer goles sabía con la pelota y por eso podía jugar de 8, de 10. Dejó una gran imagen en Independiente."
Ricardo Bochini